# -ана
-ана — латинский суффикс, давший название литературным сборникам.
Частица -ана, будучи присовокуплена в конце имени какого-либо лица, а иногда к названию местности или другого предмета, например, «Вольтериана» (Voltairiana), «Арлекиниана» (Arlecquiniana), «Паризиана» (Parisiana), «Иврониана» (Ivrogniana), служит вместе с именем заглавием для сборников смешанного содержания, но постоянно относящегося к тому же лицу или предмету.
В такой сборник входят:
- биографические анекдоты и другие данные: «Байрониана» (Byroniana), «Вальполеана» (Walpoleiana), «Шеллиниана» (Schilliana);
- если предмет сборника — личность, то её заметки, остроты и мысли: «Муриана» (Mooriana), «Гётиана» (Göthiana), а иногда даже и неизданные ещё небольшие сочинения (Grundjana)[1].

## Первые сборники
Первым литературным сборником «-ана» было собрание анекдотов о Скалигере «Скалигериана» (Scaligeriana), изданное в Гааге в 1606 году братьями Дюпюи (Dupuys), французами. За ним последовали:
- во Франции «Перрониана» (Perroniana, 1667)
- в Англии «Бэкониана» (Baconiana, 1679)
- в Германии «Тобманниана» (Taubmanniana, 1702)

В XIX веке издавались:
- во Франции «Alexandrana», Bonapartiana, Ivrogniana, Parisiana, Révolutiana,
- в Англии «Burdetiana»,
- в Америке «Washingtoniana» (1800).

В научном отношении были примечательны: Colomesiana, Gundlingiana, Perroniana и Thuana.